# Het verhaal van Vlaanderen
Het verhaal van Vlaanderen is een Vlaamse historische documentairereeks van De Mensen, gepresenteerd door Tom Waes, over de geschiedenis van Vlaanderen. De 10 afleveringen werden door de VRT wekelijks uitgezonden vanaf 1 januari 2023.

## Productie
De reeks werd aangekondigd in de zomer van 2021, in navolging van de Nederlandse televisieserie Het verhaal van Nederland en het Deense originele format Historien om Danmark uit 2017. De tiendelige serie werd geproduceerd door productiehuis De Mensen en werd vanaf januari 2023 uitgezonden door de VRT. De reeks gaat over de geschiedenis van een regio die vandaag Vlaanderen genoemd wordt. Doorheen de reeks neemt Tom Waes de kijker mee naar de verschillende tijdvakken in de geschiedenis.
Aan de hand van re-enactments en door gesprekken met historici zoomt men iedere aflevering in op een specifieke periode van de geschiedenis. Men verwerkte 38.000 jaar aan geschiedenis in tien afleveringen. Er werd drie jaar aan de productie gewerkt. De televisieserie werd hoofdzakelijk door de Vlaamse overheid gesubsidieerd, waarvan het budget van 2,4 miljoen euro werd verdeeld over vele departementen.
In cijfers bestond de reeks uit één historisch expert per draaidag, één historisch taalkundige per draaidag, een stuntteam, 2,5 jaar aan research, drie jaar productie, 100 verschillende locaties, 200 geraadpleegde experten en zo'n 700 pruiken en kostuums.

## Afleveringen
|     | Titel                        | Tijdvak               | Uitzenddatum     | Live kijkcijfers | Live + 7 dagen |
| --- | ---------------------------- | --------------------- | ---------------- | ---------------- | -------------- |
| 1.  | De prehistorie               | ca. 38.000 - 58 v.Chr | 1 januari 2023   | 1.115.466        | 1.518.943      |
| 2.  | De Romeinen komen            | 58 v.Chr - 476        | 8 januari 2023   | 1.208.201        | 1.627.187      |
| 3.  | 'Duistere' middeleeuwen      | 476 - 1050            | 15 januari 2023  | 1.223.569        | 1.656.629      |
| 4.  | De Guldensporenslag          | 1301 - 1302           | 22 januari 2023  | 1.294.284        | 1.729.695      |
| 5.  | Zwarte Dood en gouden tijden | 1300 - 1500           | 29 januari 2023  | 1.192.733        | 1.543.657      |
| 6.  | Hoe raak ik in de hemel?     | 1500 - 1650           | 5 februari 2023  | 1.327.838        | 1.680.116      |
| 7.  | Voor Outer en Heerd          | 1650 - 1830           | 12 februari 2023 | 1.245.910        | 1.572.546      |
| 8.  | De industriële revolutie     | 1830 - 1913           | 19 februari 2023 | 1.133.414        | 1.518.631      |
| 9.  | De Groote Oorlog             | 1914 - 1940           | 26 februari 2023 | 1.268.994        | 1.605.392      |
| 10. | Van 1939 tot 1999            | vanaf 1940            | 5 maart 2023     | 1.284.648        | 1.575.724      |

### Aflevering 1:De prehistorie
Uitzenddatum: 1 januari 2023

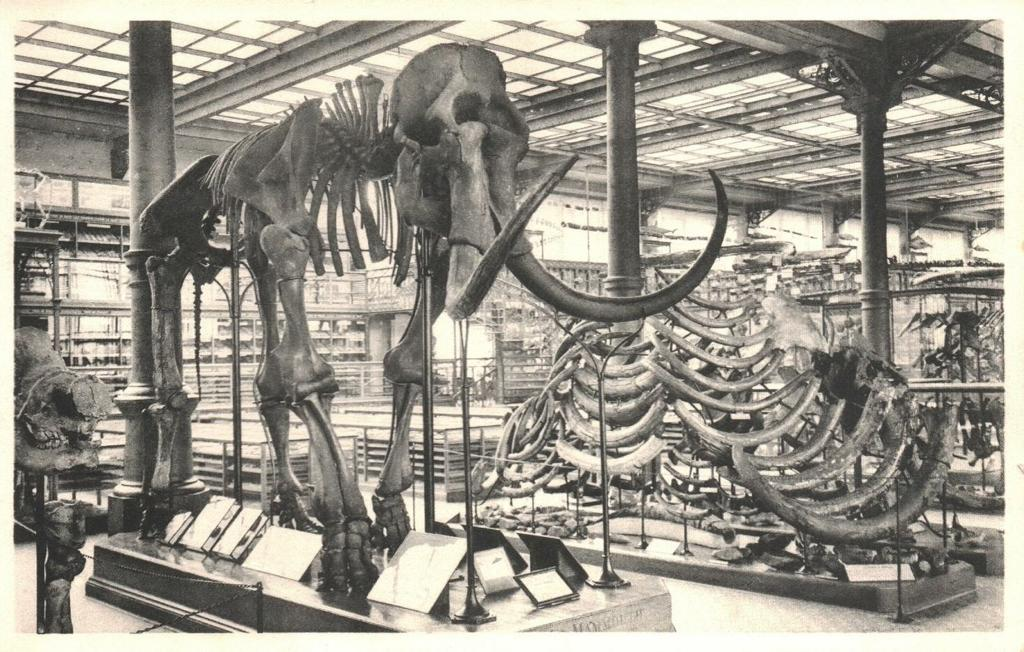
De Mammoet van Lier

In de eerste aflevering reist Tom erg ver terug in de tijd, zo'n 38.000 jaar geleden. Dit was het moeilijkst te onderzoeken tijdsvak omdat er geen geschreven bronnen bestaan. De eerste individuen van de Homo sapiens doen hun intrede in Vlaanderen, waar zij ongetwijfeld in contact kwamen met de neanderthaler. Dit weten we omdat de gemiddelde etnische Europeaan gemiddeld zo'n 2% van de neanderthaler-DNA in zijn genoom heeft zitten. Tom liet zijn eigen DNA onderzoeken aan de KU Leuven bij geneticus prof. Maarten Larmuseau, die berekende dat het genoom van Tom uit 2,1% neanderthaler-DNA bestaat. Ook leefden er prehistorische dieren in Vlaanderen zoals mammoeten, waarop de menselijke bewoners nog actief op jaagden. Om de grootte van de mammoeten te demonstreren, bezocht Tom de Mammoet van Lier in het Museum voor Natuurwetenschappen in Brussel. Maar ook blijkt uit deze aflevering dat je vanuit Vlaanderen te voet naar Groot-Brittannië kon stappen tijdens de ijstijden, dit omdat de Noordzee nog niet bestond. Door de start van de laatste ijstijd zoekt de Homo sapiens zijn toevlucht naar Zuid-Europa. Door het smelten van het ijs ontstond de Noordzee. Na de laatste ijstijd duikt de Homo sapiens voor het eerst terug op in Vlaanderen. Hierbij vond er een belangrijke evolutie plaats: de landbouw. Inwoners begonnen zich niet langer te verplaatsen als jager-verzamelaars, maar besloten zich permanent te settelen op één locatie. Zo ontstonden er in Vlaanderen verschillende stammen. In de aflevering kwamen ook de duizenden grafheuvels aan het bod die in de jaren 70 ontdekt werden door piloot Jacques Semey.

### Aflevering 2:De Romeinen komen
Uitzenddatum: 8 januari 2023

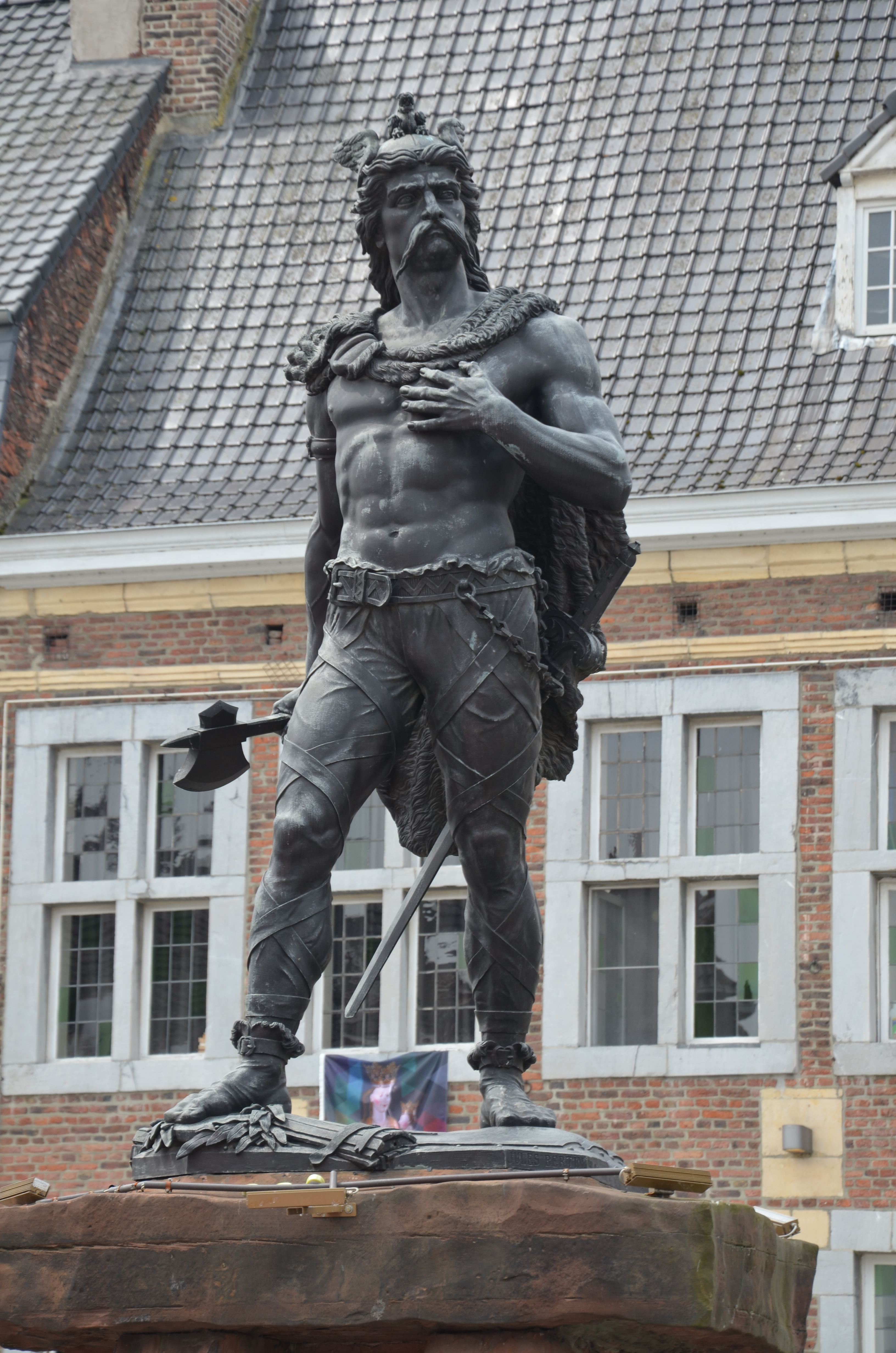
Het standbeeld van Ambiorix in Tongeren

De tweede aflevering start in 54 voor Christus waarbij de streken van Vlaanderen bewoond werden door de Galliërs. De Galliërs waren voornamelijk geen krijgers maar landbouwers. Zij leefden in verschillende stammen, waaronder de Menapiërs en de Eburonen. Deze Galliërs woonden niet in stenen huizen maar in houten woonstalhuizen, waar de mens samenleefde met zijn dieren. Zij leefden ook niet in grote dorpen, maar eerder in aparte en kleine nederzettingen van slechts enkele woningen groot. In 58 voor Christus vallen de Romeinen Gallië binnen. Door de verschillende stammen van Galliërs konden de Galliërs geen weerstand bieden tegenover de Romeinen en werd Gallië volledig veroverd. Onder leiding van Ambiorix zou een leger van Eburonen, Nerviërs en Menapiërs een volledig Romeins legioen verslaan. Dit door een verrassingsaanval in de vallei van de Jeker. Als overwinningsreactie zouden de Galliërs zich verenigen en meerdere Romeinse kampen aanvallen. In 51 voor Christus - tijdens de Gallische Oorlogen - zou Rome terugslaan. Julius Caesar zou 10 legioenen naar Gallië sturen. Zo zouden er 1 miljoen Galliërs uitgemoord worden en vermoedelijk zo'n 1 miljoen Galliërs tot slaaf gemaakt zijn door de Romeinen. Ook zouden de Eburonen bijna volledig uitgemoord worden. Vanuit hedendaags perspectief zou men spreken over een genocide. Ook ging Tom langs de verschillende heirbanen die doorheen Vlaanderen liepen en de verschillende nederzettingen die rond deze banen ontstonden (Velzeke). In het jaar 286 zou het Romeinse rijk haar eerste barsten vertonen. In de Romeinse stad Rotomagus (vandaag Rouen) zou Marcus Aurelius Mausaeus Carassius - opperbevelhebber van de Romeinse vloot in de Noordzee - zich laten kronen tot keizer van Noord-Gallië, het Rijnland en Brittannië. Maar Carassius is geen Romein, wel een Menapiër. Hierdoor werd iemand uit wat tegenwoordig Vlaanderen is, keizer binnen het Romeinse rijk.

### Aflevering 3: 'Duistere' middeleeuwen
Uitzenddatum: 15 januari 2023

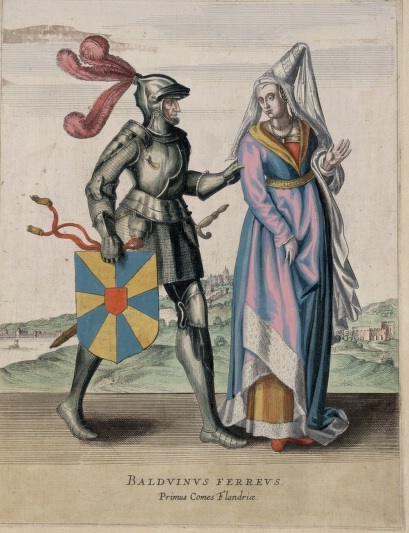
Boudewijn I werd de eerste Graaf van Vlaanderen samen met zijn vrouw Judith van Francië die als Gravin van Vlaanderen de bekendste vrouw werd in West-Europa

De aflevering start met het oudste boek van Vlaanderen: de Vita Sancti Amandi, die geschreven werd in het jaar 850. Na de val van het Romeinse Rijk bleven nog enkele Romeinse nederzettingen bestaan, maar ook ontwikkelden zich kleine nederzettingen van landbouwers in Vlaanderen. Tot voor deze periode geloofden de inwoners van het huidige Vlaanderen in het Germaanse heidendom. Zo werden verschillende goden aanbeden die men nog kan terugvinden in de namen van de week zoals 'Wodan' voor woensdag of 'Donar' in donderdag. Men geloofde in de goden die in de natuur actief waren. Ook sprak men Oudnederlands. Door de komst van Sint-Amandus in 650 ging de kerstening van Vlaanderen van start. Zo werden verschillende abdijen en kerken gesticht en werd het christendom aangenomen als het nieuwe geloof.
In 861 vluchtte Judith van Francië weg van haar vader. Haar vader - Karel de Kale, koning van Francië - huwde haar twee keer uit aan het koninkrijk Wessex. Deze edelman werd later door Karel de Kale aangesteld tot Boudewijn I, de eerste graaf van Vlaanderen. Hierdoor werd Judith de eerste gravin van Vlaanderen. Het graafschap wat ontstond als een klein en moerassig gebied zou Boudewijn laten opbloeien tot pagus Flandrensis. Zo zouden een schaking en een familieruzie eindigen in het ontstaan van het Graafschap Vlaanderen.
In 879 zouden de Vikingen vanuit Engeland Vlaanderen binnenvallen. Zij zouden verschillende kloosters en nederzettingen plunderen en zouden enkele jaren voet aan wal houden. In hetzelfde jaar zou Boudewijn I sterven, waardoor zijn zoon Boudewijn II de nieuwe graaf van Vlaanderen zou worden. Onder het gezag van Boudewijn II zouden verschillende nederzettingen aan de Noordzee versterkt worden: de ringwalburchten. Deze verdedigingswerken zouden Sint-Winoksbergen, Broekburg, Veurne, Brugge en Oostburg beschermen tegen de Vikingen. Het Graafschap Vlaanderen zou uitgroeien tot het bekendste, grootste en belangrijkste graafschap in West-Europa. In de vorstelijke geslachten van de 10de tot de 12de eeuw zouden vrouwen geen belangrijke positie hebben. Dit is anders in Vlaanderen: Judith van Vlaanderen werd de bekendste vrouw van West-Europa.

### Aflevering 4:De Guldensporenslag
Uitzenddatum: 22 januari 2023

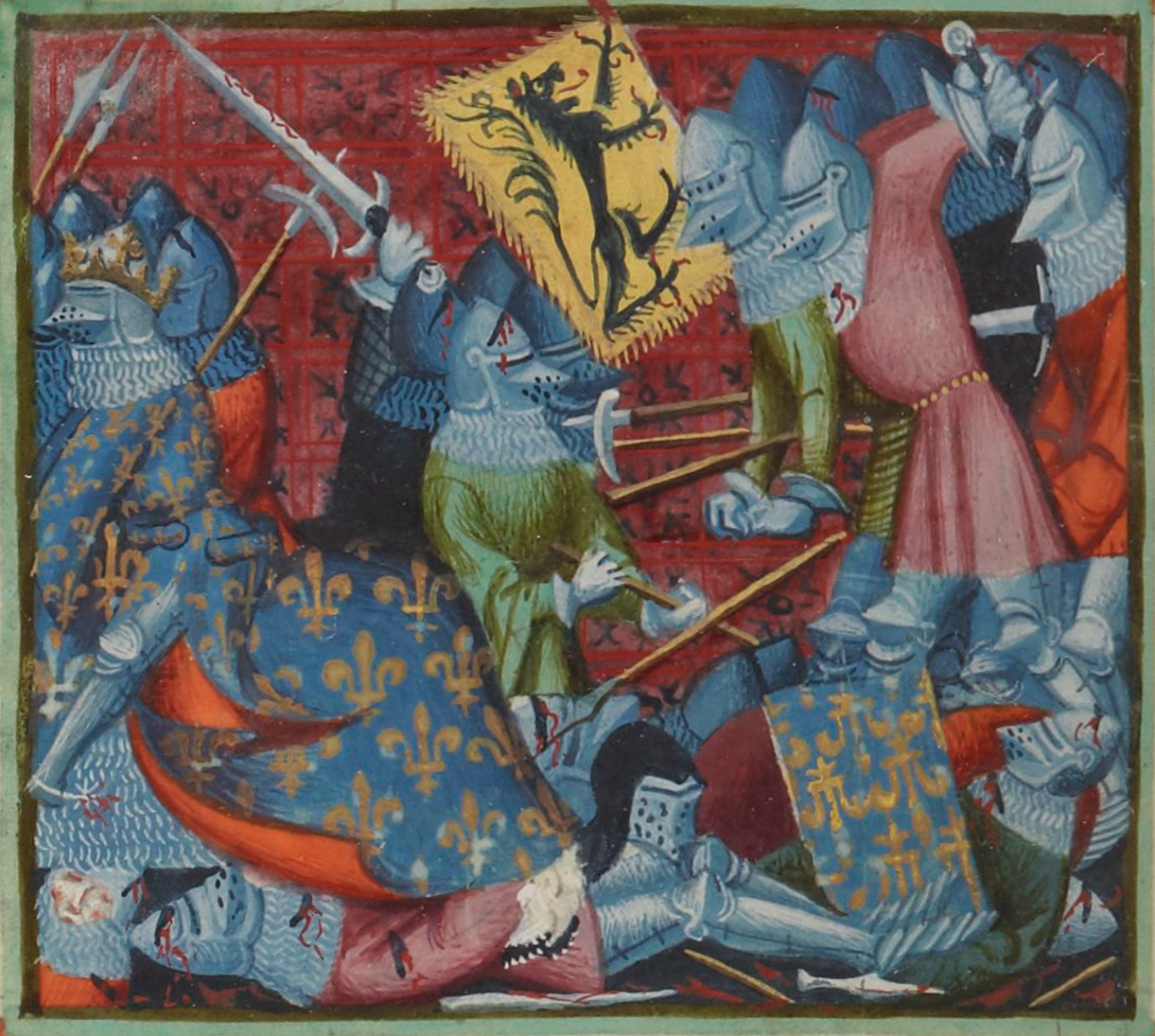
De Slag der Guldensporen te Kortrijk

Bij het begin van de aflevering staat Waes stil bij de lakennijverheid die Vlaanderen op de internationale kaart zou zetten. Men kocht hierbij wol uit Engeland en liet deze weven tot luxueuze lakens die wereldbekend zouden worden. Hierdoor werden de Vlaamse patriciërs zeer rijk, maar leefden de ambachtslieden zoals de wevers en volders in grote armoede. Ondanks dat zij zich gingen groeperen in gilden, konden de ambachtslieden hun vraag om meer loon en zeggenschap niet ingelost krijgen bij de patriciërs. Het zijn dan ook de patriciërs die de steden bestuurden.
Ondertussen ontstond er een nieuw conflict tussen de Franse koning Filips de Schone en zijn vazal, de Vlaamse graaf Gewijde van Dampierre. In 1300 werden graaf Gewijde en zijn zoon Robrecht van Bethune opgesloten en trok Frankrijk de macht in Vlaanderen naar zich toe. Als gevolg hielden Filips en Johanna een reeks blijde inkomsten in het graafschap Vlaanderen. Intussen zou Pieter de Coninck - een Brugse wever - een opstand voorbereiden met de ambachtslieden. Op 18 mei 1302 vermoordden de Brugse ambachtslieden leden van het Franse garnizoen door een nachtelijke verrassingsaanval. Later zou men deze gebeurtenis de Brugse Metten noemen. Ook werden de andere Vlaamse steden bevrijd door het leger van ambachtslieden.
Uiteindelijk kwam het conflict tot een hoogtepunt op 11 juli 1302. Hierop zouden de Vlamingen - bestaande uit ambachtslui en edellieden, die hun macht hadden zien krimpen - het Franse ridderleger - onder leiding van Robert van Artois - opwachten aan de stadsvesting van Kortrijk. Het Franse leger was in aanzien het sterkste leger van Europa en beschikte over zo'n 2.000 ridders te paard. Ondanks enkele zware cavalerie charges, leden de Fransen zware verliezen en verloren uiteindelijk de slag. Tegen alle ridderlijke codes in moordden de Vlamingen hun tegenstander bijna volledig uit, in plaats van gevangenen te nemen, wat meer aangewezen was in die tijd. Zo vermoordde men onder meer de aanvoerder van het Franse leger, Robert van Artois. Het nieuws ging de hele wereld rond. Nog nooit had een voetleger bestaande uit ambachtslieden een slag gewonnen tegenover een professioneel ridderleger. Omdat de Vlamingen hun tegenstanders brutaal vermoordden, werden hun daden als 'schandalig' bestempeld door het Westen. Later zou deze Slag bij Kortrijk de naam 'de Guldensporenslag' krijgen. Deze werd vernoemd naar de vergulde sporen van de Fransen die de overwinnaars mogelijk zouden hebben meegenomen na de strijd. Zo werd in deze aflevering duidelijk gemaakt dat de Guldensporenslag vooral een sociale strijd was, opdat ambachtslieden meer rechten zouden kunnen genieten. Het was dus geen taalstrijd, wat er in latere eeuwen soms van werd gemaakt.

### Aflevering 5:Zwarte Dood en gouden tijden
Uitzenddatum: 29 januari 2023

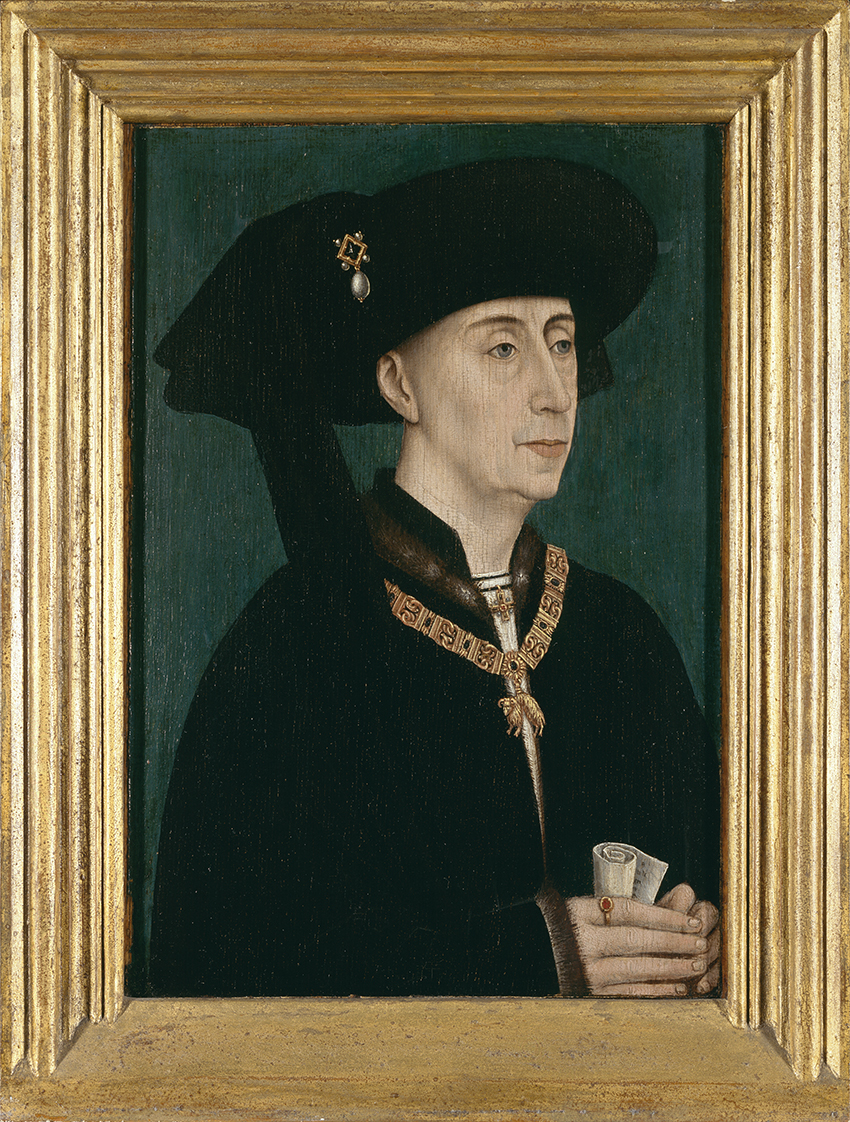
Portret van Filips de Goede

In 1348 schreef de Beringse monnik Lodewijk Heyligen een brief aan het Brugse Sint-Donaaskapittel over een ernstige ziekte in Zuid-Frankrijk. De pest bereikte in korte tijd Vlaanderen; de bacterie werd overgedragen via vlooien die op ratten leven. Flagellanten probeerden vanaf 1349 boete te doen en joegen de joodse bewoners van Brussel en Leuven op, omdat ze hen ervan verdachten achter de pestepidemie te zitten. In bepaalde delen van de Nederlanden overleed tot 80 procent van de bevolking aan de ziekte. Na de pestepidemie braken betere tijden aan onder de hertogen van Bourgondië; Filips de Stoute (schoonzoon van de Vlaamse graaf Lodewijk van Male) werd in 1382 graaf-gemaal van Vlaanderen. Door sluwe huwelijkspolitiek slaagde onder anderen Filips de Goede erin de gewesten (waaronder het graafschap Vlaanderen en het hertogdom Brabant) te verenigen tot de Bourgondische Nederlanden. Aan het luisterrijke hof van het Koudenbergpaleis werden luxueuze banketten gehouden en de kunsten kwamen tot bloei (Vlaamse Primitieven). Aan de Bourgondische dynastie kwam een einde met Maria van Bourgondië. Zij stierf in 1482 op 25-jarige leeftijd aan de gevolgen van een val van haar paard tijdens een jachtpartij in de uitgestrekte wouden van het kasteel van Wijnendale.

### Aflevering 6:Hoe raak ik in de hemel?
Uitzenddatum: 5 februari 2023

Onthoofding van Egmont en Horne

Nieuwe calvinistische ideeën (van protestanten die een hervorming (Reformatie) eisten in de katholieke kerk) verspreidden zich in de 16de eeuw. Het Spaans-Habsburgse gezag trad hard op tegen de ketterse protestanten. De onvrede groeide en mondde in 1566 uit in de Beeldenstorm, die zich (na een hagenpreek van de Ieperse mutsenmaker Sebastiaan Matte) vanuit het Frans-Vlaamse Steenvoorde over de Nederlanden verspreidde. In 1567 stuurde de streng katholieke Spaanse koning Filips II (zoon van de in 1500 in Gent geboren keizer Karel V) de hertog van Alva af op de Nederlanden. Hij voerde een schrikbewind met zijn Raad van Beroerten en liet in 1568 de edelen graaf Lamoraal van Egmont en Horne arresteren tijdens een etentje. Ondanks pogingen van Egmonts echtgenote Sabina van Beieren om hen vrij te krijgen, werden beiden in 1568 onthoofd op de Brusselse Grote Markt. Tom Waes bekijkt de gekliefde halswervel en het hart van Egmont in de Egmontkamer in Zottegem. Vanaf 1568 brak de Nederlandse Opstand (Tachtigjarige Oorlog) uit. Tijdens de Spaanse Furie in 1576 plunderden muitende Spaanse soldaten Antwerpen. Antwerpen was in de 16de eeuw een wereldhandelscentrum geworden. Tom Waes vaart de Schelde op om het decor te bekijken van een van de spectaculairste slagen van de Tachtigjarige Oorlog. Tijdens het Beleg van Antwerpen probeerde het Antwerpse stadsbestuur de Spaanse blokkade van de Schelde (twee forten en daartussen een schipbrug op de Schelde) te breken. Het plan mislukte en in 1585 moest de Antwerpse burgemeester Filips van Marnix van Sint-Aldegonde de val van Antwerpen ondertekenen. Het Spaanse leger heroverde de stad op de calvinisten en dat luidde de scheiding in van de (katholieke, Spaans-Habsburgse) Zuidelijke en de (onafhankelijke, protestantse) Noordelijke Nederlanden (het latere Nederland). In 1648 werd die scheiding definitief bij de Vrede van Münster. Tom Waes bezoekt de basiliek van Scherpenheuvel, die in 1627 werd gebouwd om de herwonnen almacht van het Spaans-Habsburgse katholieke gezag te benadrukken.

### Aflevering 7:Voor Outer en Heerd
Uitzenddatum: 12 februari 2023

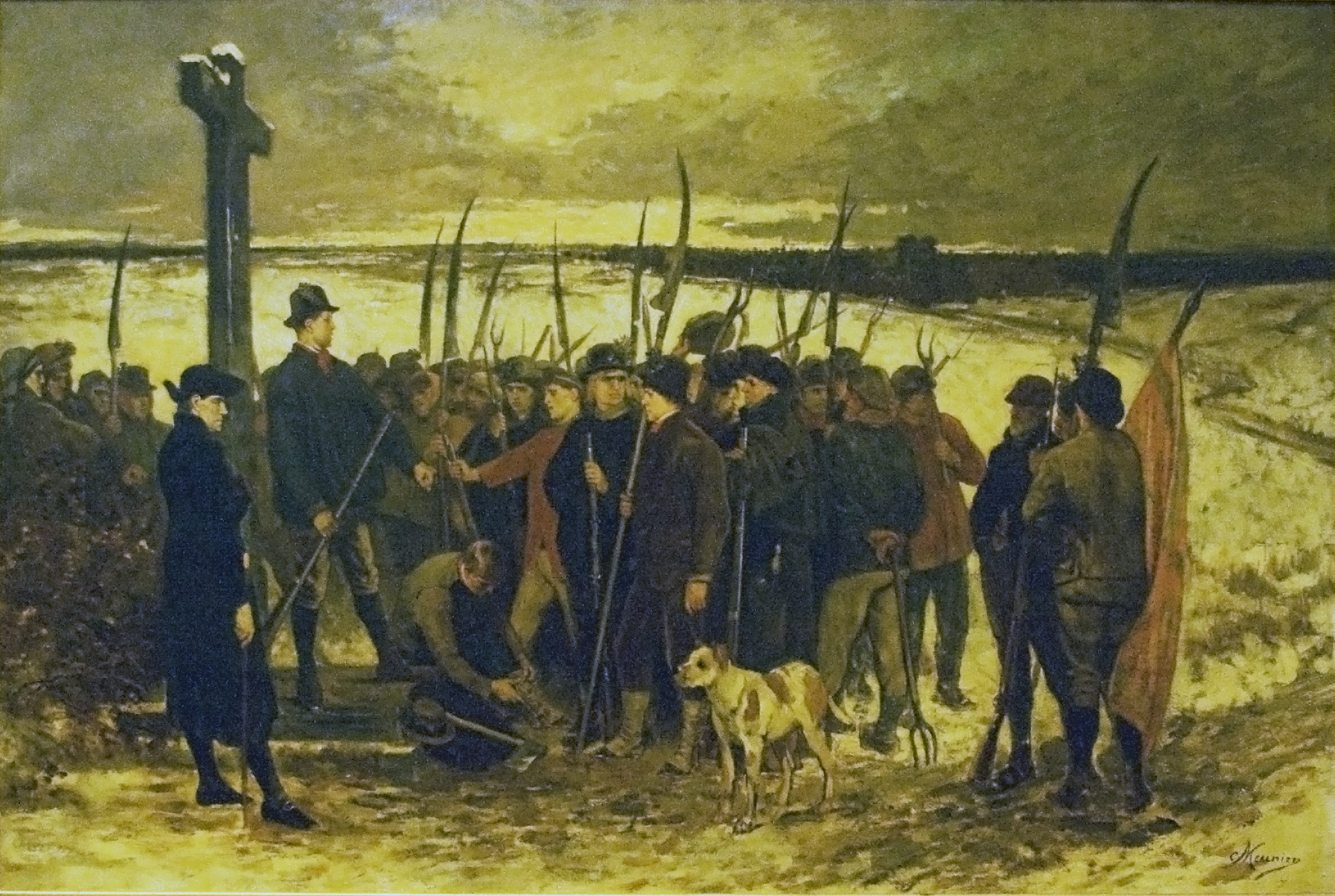
De Boerenkrijg door Constantin Meunier

Vlaanderen werd “het slagveld van Europa", waar allerlei internationale conflicten werden beslecht (Frans-Nederlandse Oorlog, Frans-Spaanse Oorlog, Spaanse Successieoorlog, Oostenrijkse Successieoorlog). Vanaf 1713 maakte Vlaanderen deel uit van de Oostenrijkse Nederlanden. Keizer Jozef II wilde als "keizer-koster" de Nederlanden grondig hervormen: nieuwe bestuursorganen, minder macht voor de Kerk, één uniforme rechtbank. Opstandige notabelen zoals de conservatieve Hendrik van der Noot en de progressieve Jan Frans Vonck ontmoetten elkaar in de nieuwe koffiehuizen om er over de ideeën van de Verlichting te discussiëren. Tom Waes trekt naar Baardegem, thuishaven van Vonck. Vonck richtte het geheime genootschap Pro aris et focis (voor outer en heerd) op om de opstand voor te bereiden. Dit leidde tot de Brabantse Omwenteling in 1789-1790 tegen de Oostenrijkers en tot het ontstaan van de Verenigde Nederlandse Staten, waarin Van der Noot het laken naar zich toe trok. In oktober 1790 namen de Oostenrijkers het gebied opnieuw in, maar in 1795 annexeerde het revolutionaire Frankrijk het. De Fransen schaften alle oude structuren en gebruiken af en voerden de dienstplicht in, wat bij de katholieke massa leidde tot de Boerenkrijg, waarin brigands tegen de sansculotten (Franse soldaten) streden. Tom bekijkt in Museum Hof van Busleyden in Mechelen de skeletten van verschillende Mechelse Boerenkrijgers, die in een massagraf bij de Sint-Romboutskathedraal werden teruggevonden. Met de Slag bij Hasselt maakten de Fransen een einde aan twee maanden Boerenkrijg. Napoleon Bonaparte greep de macht als Franse keizer; na zijn nederlaag in de Slag bij Waterloo in 1815 werd een nieuw land gecreëerd, het Verenigd Koninkrijk der Nederlanden. Er ontstond echter onvrede over Koning Willem I, het protestantisme uit het noorden, het bevoordelen van het Nederlands en het gebrek aan persvrijheid. Tom bezoekt de Koninklijke Muntschouwburg. Na de opvoering van de revolutionaire opera De Stomme van Portici daar ontstond in 1830 de Belgische Revolutie. Tom bezoekt op de Brusselse Grasmarkt het gedenkteken voor Marie Abts-Ermens, naaister van de eerste Belgische vlaggen. Op 4 november 1830 werd op de Conferentie van Londen beslist dat België een koninkrijk werd. Op 21 juli 1831 besteeg Leopold I van België de troon.

### Aflevering 8:De industriële revolutie
Uitzenddatum: 19 februari 2023

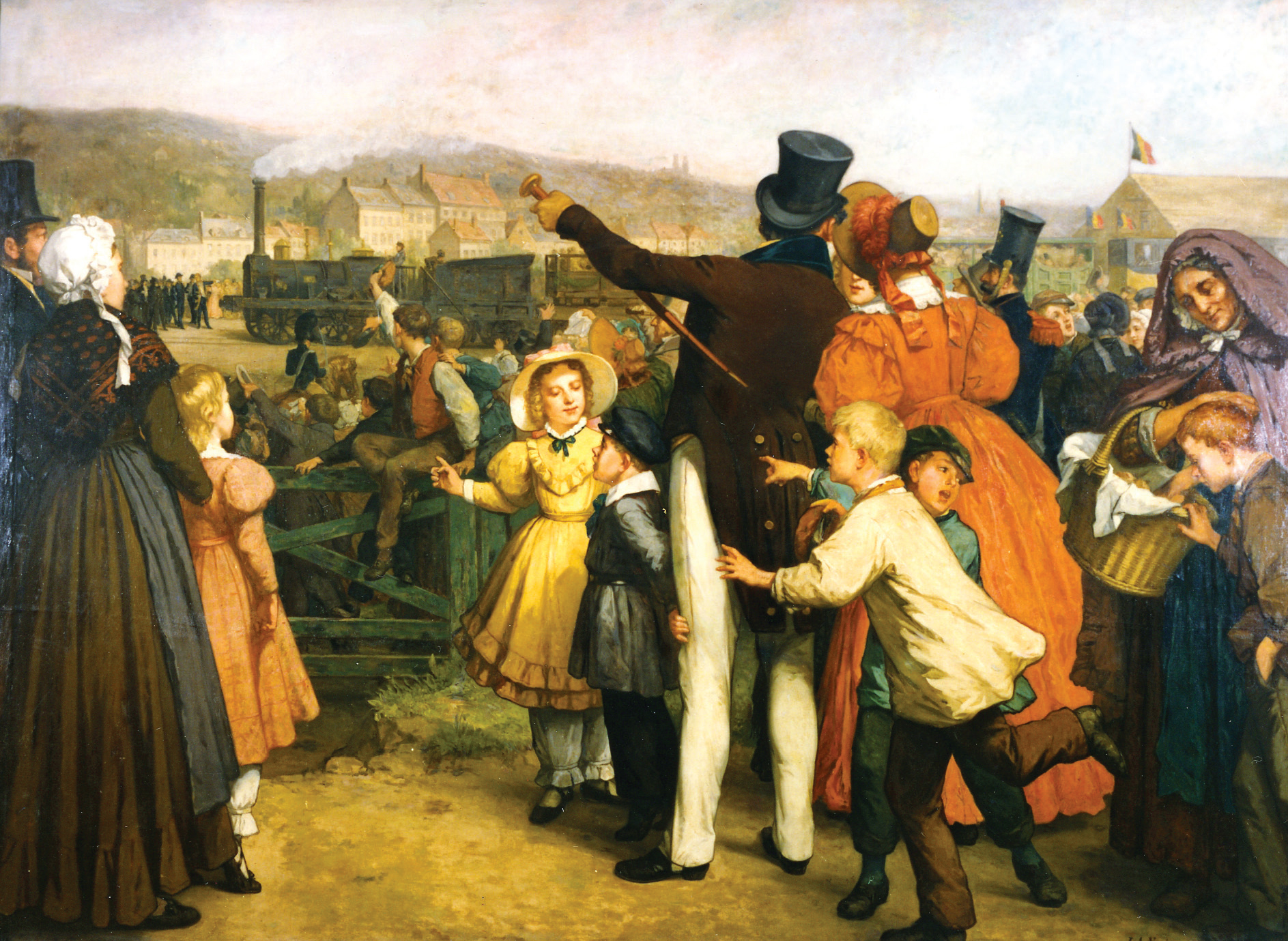
De eerste Belgische treinrit

Op 5 mei 1835 vond de eerste Belgische treinrit plaats tussen Mechelen en Brussel (met locomotieven De Pijl, De Olifant en Stephenson). Het was ook de eerste treinrit op het Europese vasteland. België werd immers in de Industriële Revolutie de koploper van de industrialisatie op het Europese vasteland (de vijfde wereldeconomie en het op een na meest geïndustrialiseerde land, na Engeland). Uit onderzoek van dokter Daniël Mareska bij Gentse arbeiders (die in ongezonde beluiken woonden zoals het Bataviabeluik) kwamen echter de sociale misstanden en kwalijke gevolgen daarvan naar voren. Door het cijnskiesrecht domineerde de elite (grootgrondbezitters en mensen die belastingen konden betalen) de politiek. In 1876 stichtte onder anderen Edward Anseele de Vlaamse Socialistische Arbeiderspartij. In 1885 werd de Belgische Werkliedenpartij opgericht, waarvan Emilie Claeys deel uitmaakte en ijverde voor vrouwenstemrecht. Er ontstonden protesten en stakingen, waarbij in 1893 vijf doden vielen in Borgerhout. Als gevolg van de protesten werd het algemeen meervoudig stemrecht ingevoerd voor mannen. In 1885 verwierf Leopold II de Onafhankelijke Congostaat als persoonlijk eigendom. Op de Wereldtentoonstelling van 1897 werden Congolezen als curiosa tentoongesteld in een koloniale tentoonstelling in Tervuren. Zeven Congolezen overleefden de tentoonstelling niet. Tom bezoekt hun graven naast de kerk van Tervuren.

### Aflevering 9:De Groote Oorlog
Uitzenddatum: 26 februari 2023

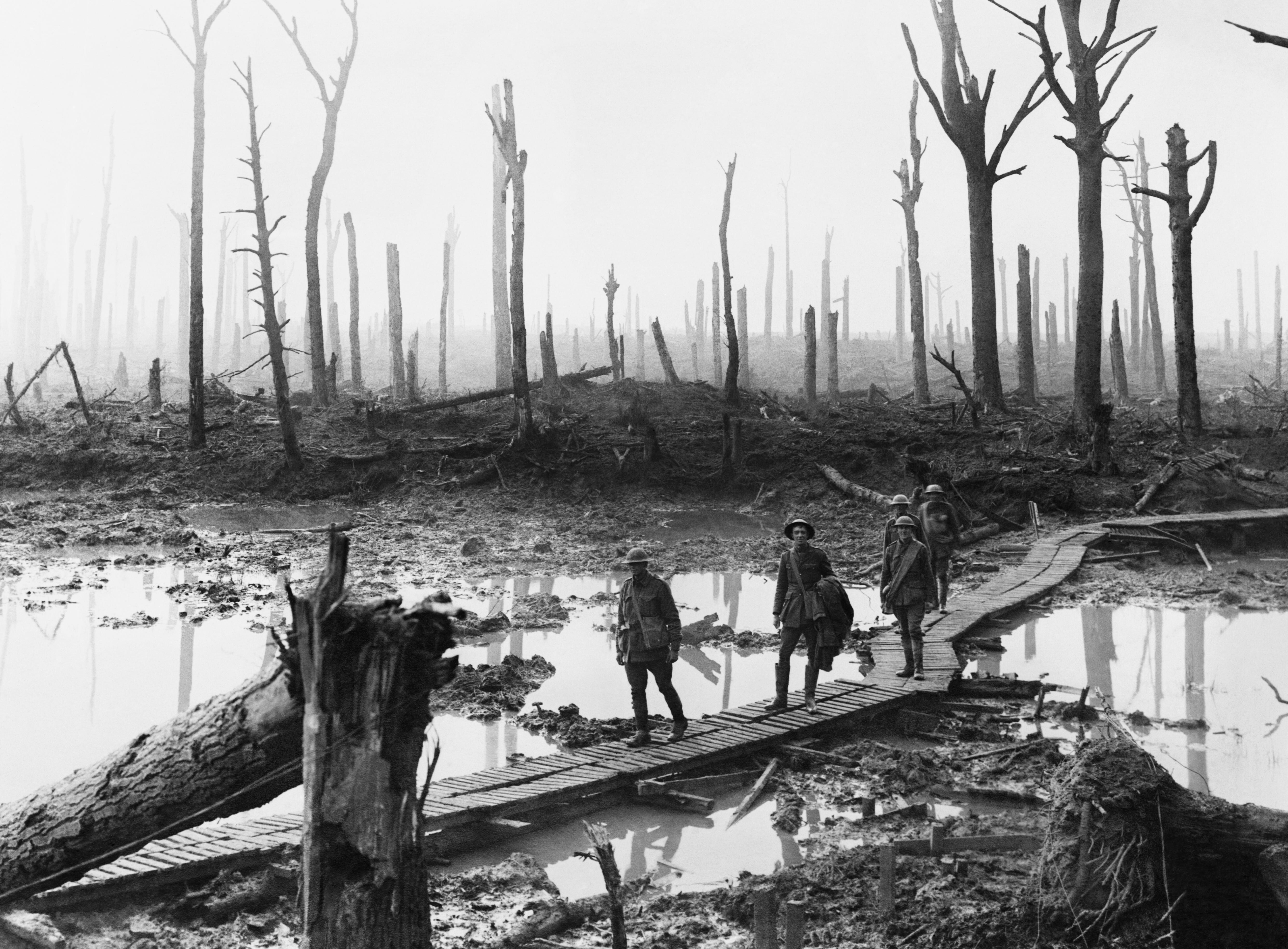
Eerste Wereldoorlog

In 1914 escaleerden de broeiende spanningen tussen verschillende allianties, wat leidde tot de Eerste Wereldoorlog, waarin Duitsland en Oostenrijk-Hongarije (Triple Alliantie) streden tegen Frankrijk, het Verenigd Koninkrijk en Rusland (Triple Entente). Op 2 augustus 1914 schreef Albert I van België een brief naar de Duitse keizer Wilhelm II om het neutrale België te respecteren, maar op 4 augustus 1914 viel het Duitse leger België binnen (om met het Von Schlieffenplan zo snel naar Frankrijk door te kunnen stoten). Het Belgische leger trok zich terug achter de IJzer en liet de IJzervlakte onderlopen. Er ontstond een helse loogravenoorlog waarbij 40 000 Belgische soldaten omkwamen. Op 11 november 1918 werd in Compiègne de Wapenstilstand ondertekend: Duitsland capituleerde. Na de oorlog werd het algemeen enkelvoudig stemrecht ingevoerd en de achturige werkdag. Jeugdbewegingen, turnkringen en fanfares werden populair. Na Wereldoorlog I werden vrouwen (die voorheen de meerderheid van de werkende bevolking uitmaakten) "aan de haard" gehouden om grote gezinnen te stimuleren. Vanaf 1920 kwamen oud-strijders naar de IJzervlakte om de oorlog te herdenken en de IJzertoren werd opgetrokken. Daarop entte zich bij de IJzerbedevaart sociale onvrede over de ongelijke samenleving en een anti-Belgisch sentiment over de (soms vermeende en gedramatiseerde) discriminatie van het Nederlands en Vlaamse frontsoldaten. In 1929 crashte de New Yorkse beurs, wat tot een economische crisis leidde. Er ontstond radicalisering met partijen als VNV en Rex. In mei 1936 werden twee socialistische militanten Albert Pot en Theophiel Grijp vermoord tijdens de kiescampagne in Antwerpen door een extreemrechtse kandidaat. Dit lokte de grootste algemene staking in België uit, wat leidde tot verregaande hervormingen (hogere lonen, veertigurenwerkweek, jaarlijks zes dagen betaald verlof). Rechts-radicalen (Verdinaso, VNV, Rex) behaalden een verkiezingsoverwinning en in verschillende landen brak het fascisme door. Op 10 mei 1940 viel het Duitse leger België binnen, het begin van de Tweede Wereldoorlog in Vlaanderen.

### Aflevering 10:Van 1939 tot 1999
Uitzenddatum: 5 maart 2023

## Merchandise

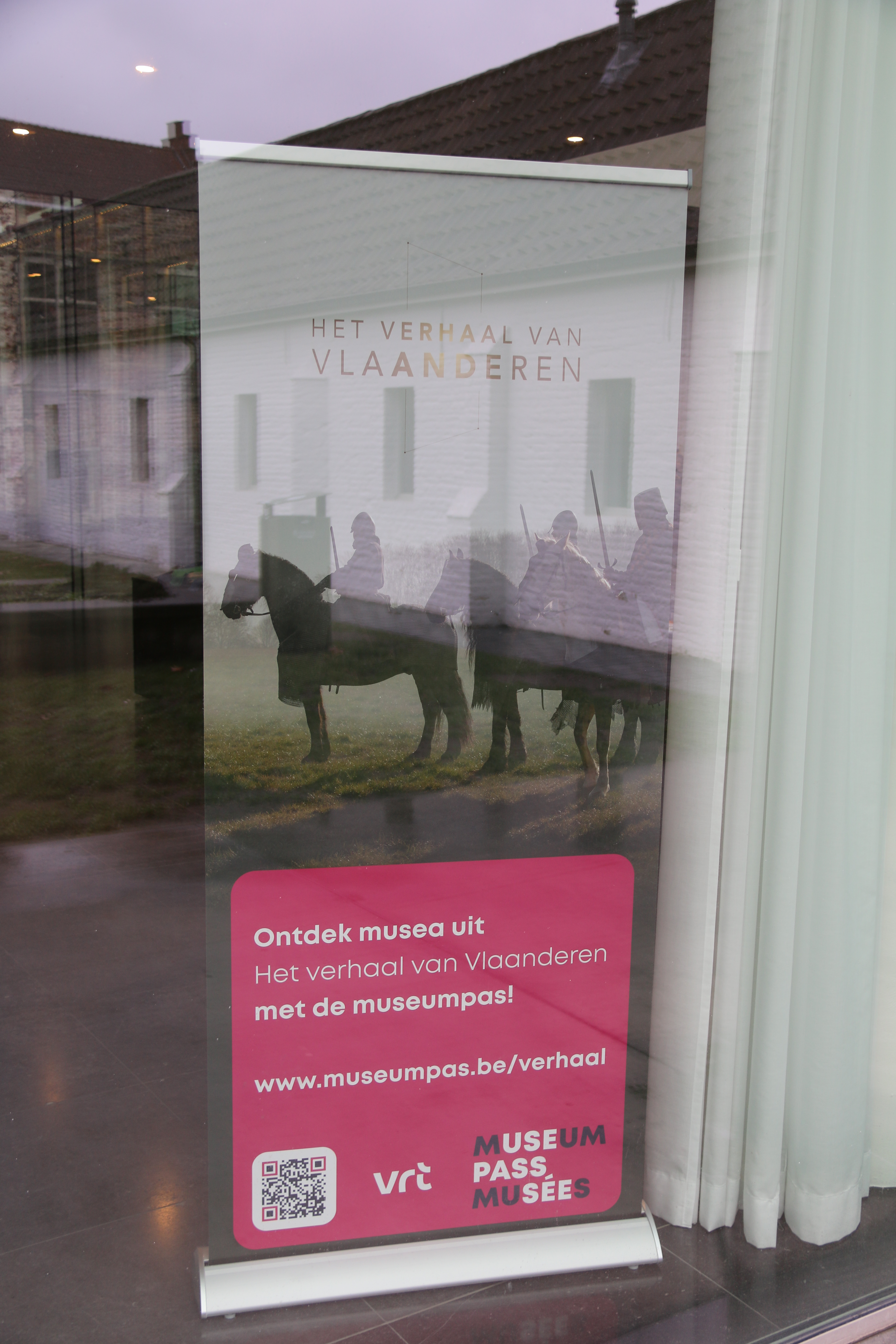
MuseumPASSmusées-actie n.a.v. Het verhaal van Vlaanderen

In december 2022, nog voor de reeks begon, gingen verschillende boeken en merchandise over de toonbank van de documentairereeks. Voor volwassenen schreef Harry De Paepe het boek Het verhaal van Vlaanderen – De geschiedenis van de prehistorie tot nu, als aanvulling op de televisieserie. Edward De Maesschalck schreef eerder al vier diepgaandere boeken die herdrukt zijn in het kader van deze reeks:
- Het verhaal van Vlaanderen – De graven van Vlaanderen (864-1384)[6]
- Het verhaal van Vlaanderen - De Bourgondische vorsten (1315-1530)[7]
- Het verhaal van Vlaanderen - Oranje tegen Spanje (1500-1648)[8]
- Het verhaal van Vlaanderen – Ondergang (1648-1815)[9]

Auteur Harry De Paepe en tekenaar Frodo De Decker creëerden de tweedelige graphic novel Het verhaal van Vlaanderen over de serie. Annemiek Seeuws schreef Mijn geschiedenisweetjesboek over het verhaal van Vlaanderen, voor kinderen. Ook werd er een quiz-spelbord ontwikkeld.

## Achter de schermen
In combinatie met de wekelijkse uitzending van de televisiereeks - zowel op Eén als op VRT Max - is er ook een aflevering 'achter de schermen' beschikbaar. Hierbij kunnen de kijkers zien hoe de reeks tot stand kwam.

## Vervolgonderzoek
De Universiteit Gent wil naar aanleiding van het tv-programma nieuw onderzoek starten naar de allereerste gravin van Vlaanderen. Tijdens de reeks werden beenderen getoond die mogelijks afkomstig zouden zijn van Judith van Vlaanderen waarop de onderzoekers tot het idee kwamen om nieuw onderzoek uit te voeren. Op 11 april 2023 werd duidelijk dat alle bijkomende onderzoeken steeds meer bevestigen dat het deze beenderen toe te schrijven zijn aan Judith van Vlaanderen, al is er nog geen uitsluitsel.

## Kritiek
Al voor aanvang van de reeks werden vragen gesteld bij de hoge kostprijs van het project, waar ruim twee miljoen euro van diverse Vlaamse subsidiestromen naartoe ging. Ook kwam er kritiek omdat de reeks op een identitaire manier zou uitgebuit worden. Vlaams minister-president en Vlaams-nationalist Jan Jambon vond het "logisch" dat de Vlaamse identiteit gepromoot wordt. Ook de tussentaal van Tom Waes werd bekritiseerd.